# Introductio in analysin infinitorum
L' Introductio in analysin infinitorum (dal latino: Introduzione all'analisi degli infiniti) è un'opera del matematico svizzero Eulero, scritta in latino e pubblicata nel 1748. Il testo getta le basi dell'analisi matematica.

## Struttura e contenuto
Opera in due volumi, l'Introductio contiene 18 capitoli nella prima parte e 22 capitoli nella seconda. Il capitolo 1, in particolare, riguarda i concetti di variabili e funzioni . Il capitolo 4 introduce le serie infinite tramite funzioni razionali .
Eulero realizzò questa impresa introducendo l'esponenziale a x per una costante arbitraria a nei numeri reali positivi. Notò che mappare x in questo modo non è una funzione algebrica, ma piuttosto una funzione trascendentale. Per a > 1 queste funzioni sono monotone crescenti e formano biiezioni della retta reale con numeri reali positivi. Quindi ogni base a corrisponde a una funzione inversa chiamata logaritmo in base a, nel capitolo 6. Nel capitolo 7, Eulero introduce e come il numero il cui logaritmo iperbolico è 1. Il riferimento qui è a Grégoire de Saint-Vincent che eseguì una quadratura dell'iperbole y = 1/ x attraverso la descrizione del logaritmo iperbolico. La sezione 122 etichetta il logaritmo in base e come "logaritmo naturale o iperbolico... poiché la quadratura dell'iperbole può essere espressa tramite questi logaritmi". 
Quindi nel capitolo 8 Eulero è pronto ad affrontare le funzioni trigonometriche classiche come "quantità trascendentali che derivano dal cerchio". Utilizza il cerchio unitario e presenta la Formula di Eulero. Il capitolo 9 considera i fattori trinomiali nei polinomi. Il capitolo 16 riguarda le partizioni , un argomento della teoria dei numeri . Nel capitolo 18,infine, tratta delle Le frazioni continue.

## Influsso dell'opera
L'opera di Eulero ha avuto un importante influsso anche nei secoli successivi per le importanti innovazioni e contributi in ambito matematico e in particolare all'analisi matematica.